# ابن طباطبا العلوي
ابن طَباطَبا العَلَوي (ت 322 هـ / 934 م) أبو الحسن، محمد بن أحمد بن محمد الحسني الهاشمي القرشي، عالم وشاعر وأديب.
ولد في أصبهان وتوفي فيها.

## نسبه
- هو: أبو الحسن محمد بن أحمد بن محمد بن أحمد بن إبراهيم طباطبا بن إسماعيل الديباج بن إبراهيم الغمر بن الحسن المثنى بن الحسن بن علي بن أبي طالب بن عبد المطلب بن هاشم بن عبد مناف بن قصي بن كلاب بن مرة بن كعب بن لؤي بن غالب بن فهر بن مالك بن النضر وهو قريش بن كنانة بن خزيمة بن مدركة بن إلياس بن مضر بن نزار بن معد بن عدنان.

## مؤلفاته
له كتب ألفها في الأشعار والآداب، منها:
- كتاب سنام المعالي.
- كتاب عيار الشعر.[2]
- كتاب الشعر والشعراء.
- كتاب نقد الشعر.
- كتاب تهذيب الطبع.
- كتاب في العَروض.
- رسالة في استخراج المعمَّى، حققها محمد بن عبد الرحمن الهدلق.